# HD 102964
HD 102964，又名CD-44 7614，SAO 223062、HR 4546，是一颗恒星，视星等为4.46，位于銀經291.92，銀緯16.4，其B1900.0坐标为赤經11h 46m 8.6s，赤緯-44° 16.4′ 1″。